# Milena Govich

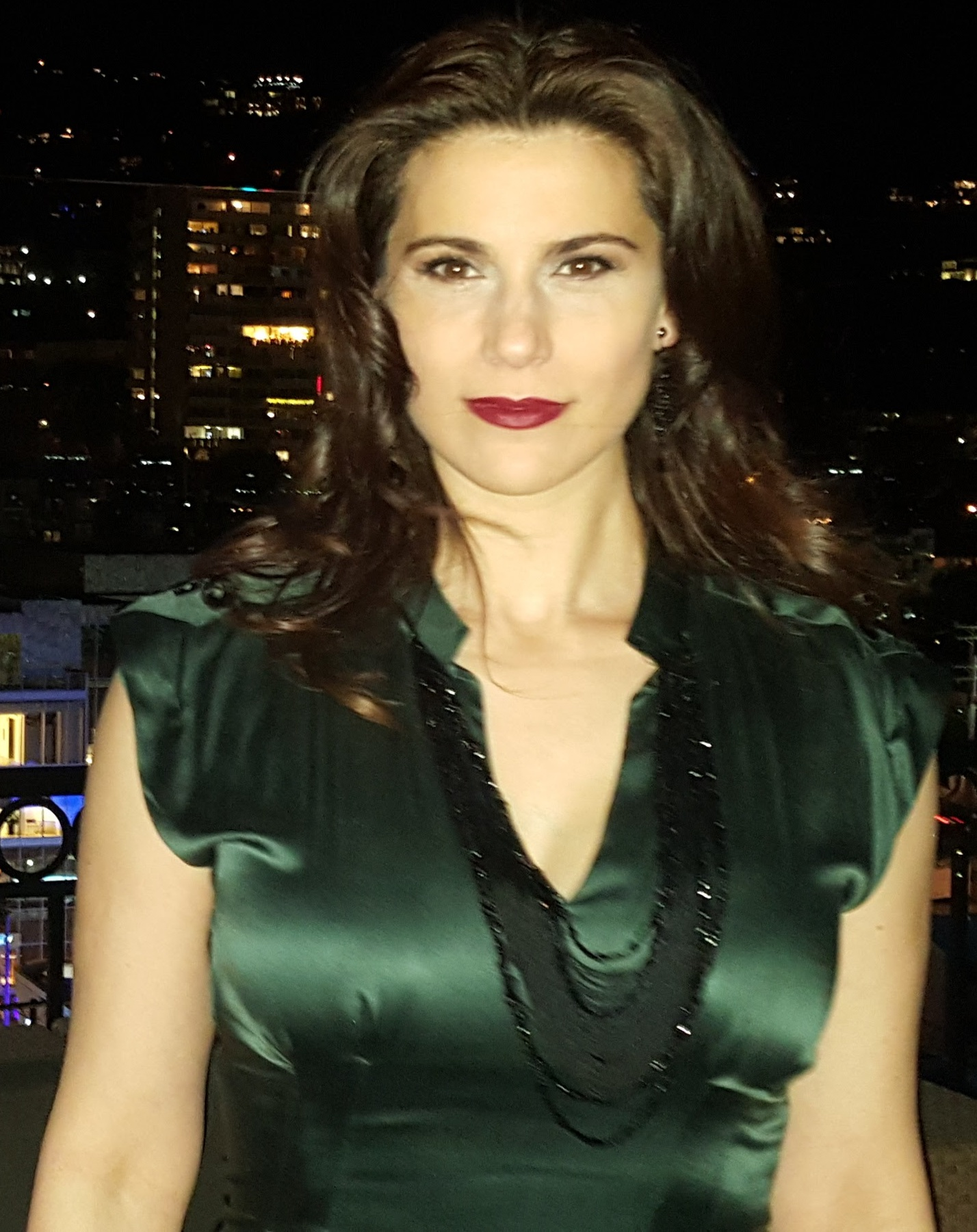
Milena Govich nel 2016

Milena Govich (Norman, 29 ottobre 1976) è un'attrice e regista statunitense, principalmente nota per aver recitato nella serie televisiva Law & Order - I due volti della giustizia.

## Biografia
Milena Govich è nata a Norman in Oklahoma. Entrambi i suoi genitori, Bruce Michael Govich (morto nel 1998) e Marilyn Green Govich, sono professori di musica. Bruce ha lavorato all'Università dell'Oklahoma e Marilyn attualmente insegna canto all'University of Central Oklahoma. Suo padre era serbo e sua madre era di origine scozzese e inglese. Anche sua zia, Milica Govich, è un'attrice che è apparsa a Broadway, in televisione e al cinema.
Milena si è diplomata alla Southview High School nel 1994. Ha seguito i suoi genitori negli studi accademici conseguendo la laurea presso l'Università dell'Oklahoma Centrale in performance e studi pre-medici, e una in danza e violino. Dopo la laurea, Milena Govich si è trasferita a New York per proseguire la carriera di attrice.

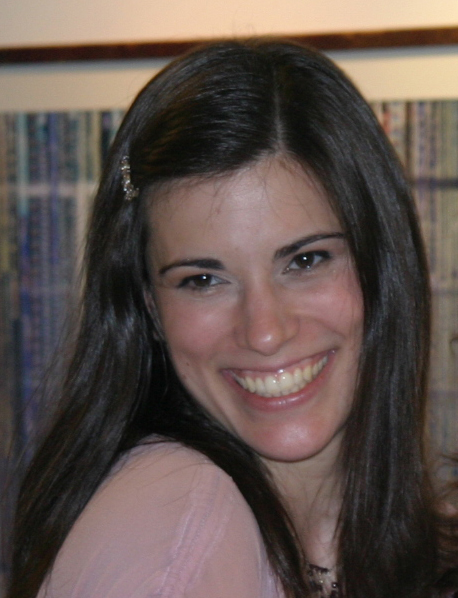
Milena Govich nel 2004

Milena Govich è apparsa a Broadway nel musical Cabaret, entrando a far parte della produzione dal 1998 al 2004. Ha iniziato interpretando il ruolo di Lulu, cantando, ballando e suonando il violino, ed è stata segnalata come l'eventuale sostituta della Sally Bowles. Govich si è esibita anche a Broadway nel 2002 nel musical The Boys from Syracuse e nel musical Good Vibrations. Ha recitato nel ruolo di Millie nella prima produzione regionale di Thorlyly Modern Millie. Nel luglio 2012, Govich ha recitato nel ruolo principale di Sweet Charity al Lyric Theatre.
In televisione la Govich ha conquistato l'attenzione nazionale negli Stati Uniti come Gabby nell'episodio pilota di Love & Monkey della CBS, poi come prostituta / truffatore Candy nella serie Rescue Me. È stata protagonista o ha recitato in numerosi altri programmi televisivi: nel ruolo del procuratore distrettuale di New Orleans Lyndsey Swann nel programma televisivo della 20th Century Fox K-Ville; come vice procuratore distrettuale Tracy Hunt sulla nuova serie TV di CBS The Defenders; e come Regina Turner su Make It or Break It.
Nel 2006 Dick Wolf l'ha invitata ad entrare nel cast di Law & Order per la diciassettesima stagione. La Govich ha interpretato il detective Nina Cassady, che si è unita al cast come junior partner quando il personaggio di Jesse L. Martin, Det. Ed Green, è stato elevato al ruolo di partner senior al momento del ritiro di Joe Fontana. In precedenza Milena Govich è stato il protagonista dell'episodio Flaw (Stagione 16, Episodio 2) del 2005 di Law & Order, andandosi così ad aggiungere ad altri attori che hanno interpretato ruoli secondari nella serie, prima di avere un ruolo da protagonista. Nel giugno 2007 la Govich è stata sostituita da Jeremy Sisto.

## Vita privata
Milena Govich è sposata con David Cornue, scrittore, compositore e produttore cinematografico. Non hanno figli.

## Filmografia parziale

### Cinema
- Bad Behavior (2004)
- In Love (2006)
- East Side Story (2006)
- Sordid Things (2009)
- A Novel Romance (2011)
- Lucky N#mbr (2013)
- Pass the Light (2013)

### Televisione
- Law & Order - I due volti della giustizia - serie TV, 23 episodi (2005)
- Rescue Me - serie TV, 16 episodi (2005-2009)
- Love Monkey, serie TV, episodio 1x01 (2006)
- Conviction - serie TV, 13 episodi (2006)
- K-Ville - serie TV, 4 episodi (2007)
- Psych - serie TV, episodio 3x12 (2009)
- The Defenders - serie TV, episodi 1x04-1x06 (2010)
- Body of Proof - serie TV, episodio 1x05 (2011)
- Make It or Break It - Giovani campionesse (Make It or Break It) - serie TV, episodi 3x05-3x08 (2012)
- The Mentalist - serie TV, episodio 6x14 (2014)
- Finding Carter - serie TV, 24 episodi (2014)

## Doppiatori italiani
Nelle versioni in italiano delle opere in cui ha recitato, Milena Govich è stata doppiata da:
- Emanuela D'Amico in Conviction, Psych
- Chiara Colizzi in Law & Order - I due volti della giustizia
- Giò Giò Rapattoni in Rescue Me